# Leucobryum aduncum
Leucobryum aduncum là một loài Rêu trong họ Dicranaceae. Loài này được Dozy & Molk. mô tả khoa học đầu tiên năm 1854.